# Trichopteryx obscurata
Trichopteryx obscurata är en fjärilsart som beskrevs av Sparre-schneider 1905. Trichopteryx obscurata ingår i släktet Trichopteryx och familjen mätare. Inga underarter finns listade i Catalogue of Life.